# 宇治橋 (伊勢市)
宇治橋（うじばし）は、三重県伊勢市にある皇大神宮（内宮）の参道口にある、五十鈴川にかかる橋。別名「御裳濯橋（みもすそばし）」。日本百名橋の一つ。

## 概要

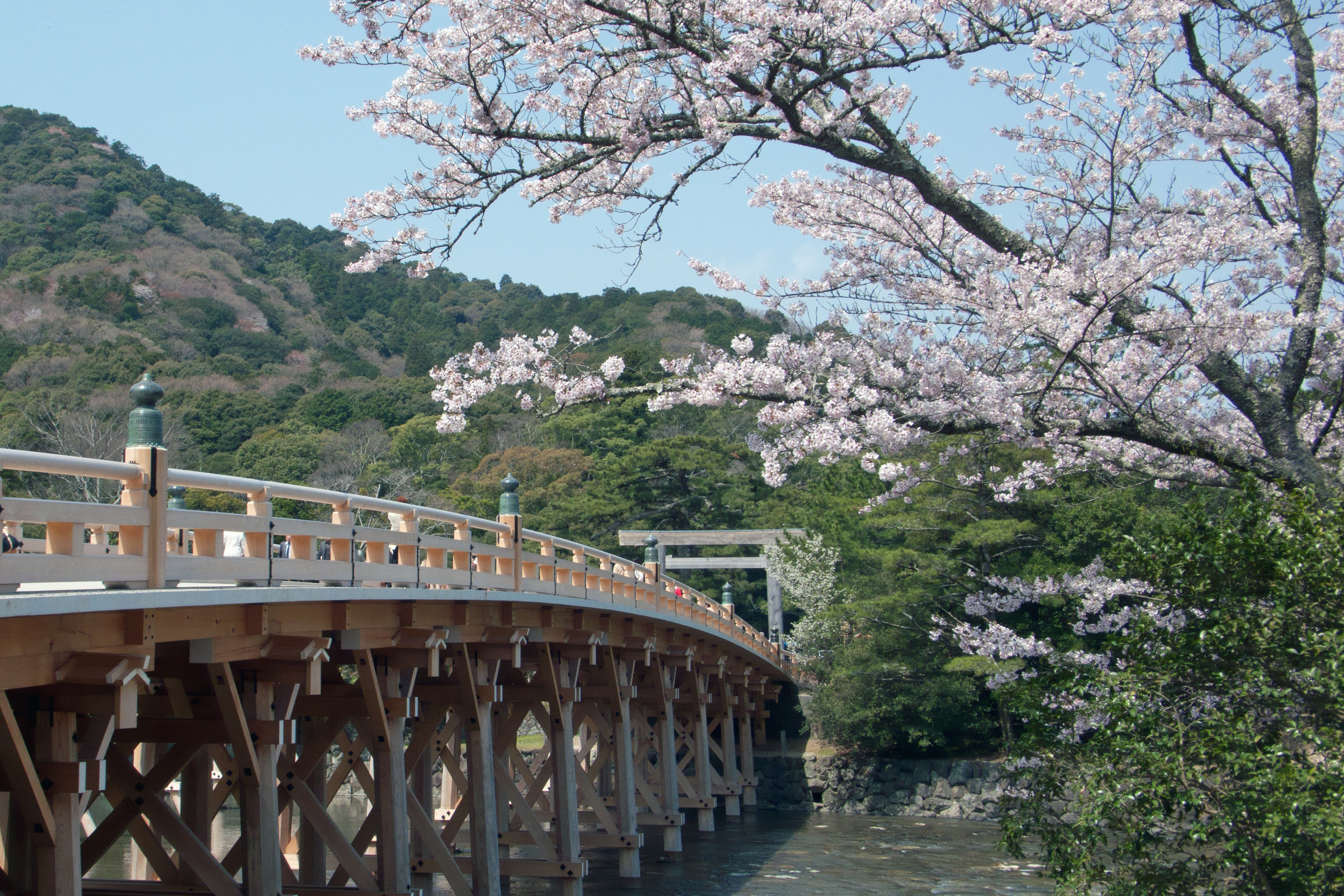
2010年4月撮影

宇治橋は伊勢の神宮の内宮の参道口にある長さ101.8m、幅8.42mの木造の和橋（わきょう、日本風の橋）で、橋の両側に神明鳥居がある。五十鈴川に架けられたこの橋は内宮参拝時の記念撮影の名所になっており、内宮のシンボルとされる。神宮の定義では宇治橋を渡った先は神域ではなく神苑であるが、崇敬者・参拝者は通常神域と扱うことから、一般に「俗界と聖界の境にある橋」とされる。
明治以降は神宮式年遷宮にあわせて架け替えられていた。太平洋戦争での日本の敗戦直後に昭和天皇の指示で第59回神宮式年遷宮は無期延期とされ、のちに4年遅れの1953年（昭和28年）に行なわれることに決まった。
しかし腐朽破損が甚だしいため式年遷宮と切り離して宇治橋だけでも架け替えようと声が強く、宇治橋だけが当初の予定通り1949年（昭和24年）に架け替えられ、以降は神宮式年遷宮の4年前に架け替えられるようになった。4年前に架け替えるようになったので社殿の造営と期間がずれ、遷宮に必要な大工の数が減らせるようになるとともに、遷宮に対する参拝客の興味を長く引き止めることができるようになり、遷宮の資金面で役立っている。

## 宇治橋の鳥居
橋の両側の鳥居の高さは7.44m、直径は最も太い部分で約70cm、総重量は約5tで、外側（西）の鳥居は、外宮正殿の棟持柱の古材から、内側（東）は内宮正殿の棟持柱の古材から作られる。式年遷宮に合わせて20年ごとに建て替えられ、第62回式年遷宮では2014年9月29日に起工、同年10月3日に完成式を挙行した。完成式では外側の鳥居に笠木をはめ込んで鳥居が完成し、お祓いが行われた後、神職ら約100人がくぐり始めを行った。初めて鳥居が設置された時期は不明であるが、室町時代後期の宇治橋を描いた絵には既に鳥居も描かれている。
明治以降、これらの鳥居が建て替えられると外の鳥居は三重県桑名市桑名宿の七里の渡しで、内の鳥居は鈴鹿峠の麓にある三重県亀山市関町関宿の関の東の追分で、それぞれ神宮遙拝用の鳥居に20年間使用されている。その後も日本各地の神社で鳥居や部材として再利用される。

## 日の出

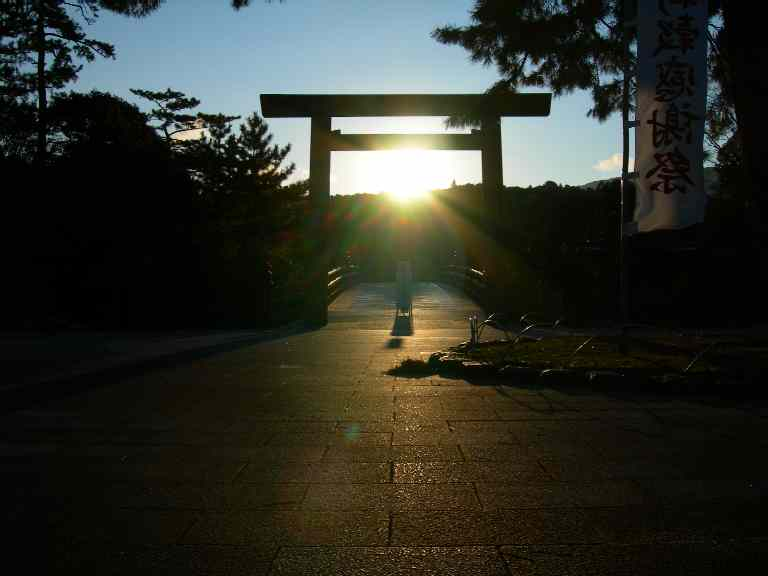
12月中旬の日の出

宇治橋は五十鈴川に対してほぼ直角に架けられており、西岸から東岸を見た場合は約30度南を向いている。宇治橋の東側には島路山があり、日の出は島路山からとなる。このため日の出が南よりからとなる冬至を中心とする約2か月の間は宇治橋の鳥居の間からの日の出となるが、永らく誰の気にも止められなかった。鳥居の正面から朝日が昇るのは冬至の前後数日に限られる。1980年代にこれに気付いた参拝客の情報により、神宮の広報誌の『瑞垣』（みずがき）に冬至前後は鳥居の間から日が昇ると紹介されてから有名となり、冬至前の数日から1月初旬の間は鳥居からの日の出を見る人で賑わうようになった。
2014年12月22日の冬至祭では600人が参拝し、7時30分頃に宇治橋から昇る朝日を拝んだ。

## 饗土橋姫神社

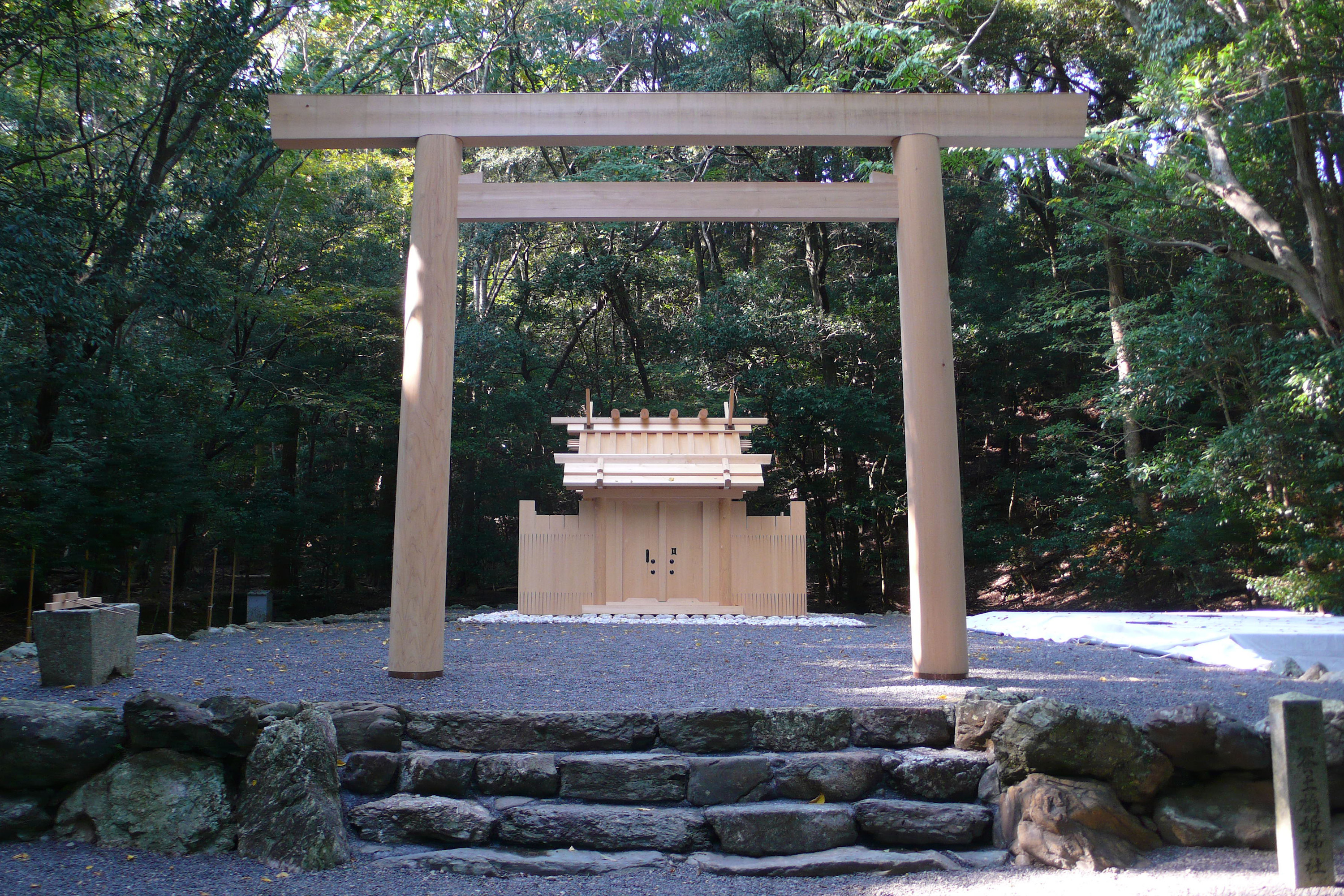
饗土橋姫神社

宇治橋西側（宇治今在家町）に内宮所管社の饗土橋姫神社がある。祭神は宇治橋鎮守神（うじばしのまもりのかみ）で、宇治橋を守護する神社とされる。社殿は内宮に準じ内削ぎの千木と、4本で偶数の鰹木を持つ板葺屋根の神明造で東面し、宇治橋を向いている。
中世に宇治橋が架けられた時に宇治橋の守護神として祀られたとする解釈が一般的であるが、それ以前は船着き場の守護神であったとする説がある。

## 宇治橋渡始式
新しい宇治橋が完成すると橋の無事を祈り、宇治橋を最初に通行する式典の宇治橋渡始式（うじばしわたりはじめしき）が行われる。当初は長寿の老人が最初に渡っていたが、1823年（文政6年）の両国橋の渡初式に3代揃った夫婦が最初に渡ったことにならい、以後は3代揃った夫婦が最初に渡るようになった。

## 構造
宇治橋は橋脚杭のみがケヤキで、他はヒノキで作られている。橋板は近世の記録では365枚の数字があるが、1969年（昭和44年）の架け替えでは476枚とされた。長さは101.8mで、幅は1949年（昭和24年）に架け替えられた時は7.88mであったが、参拝者の増加に対応するべく1969年（昭和44年）の架け替えでは8.42mに拡幅され、橋桁が5本から7本へ増やされた。

### 下部構造
1969年（昭和44年）の架け替えの際にコンクリートの基礎が初めて採用された。景観に配慮して基礎表面は石畳で覆われている。
橋脚は橋脚杭3本、水貫4本、筋交貫4本と梁1本から構成されており、梁の上に載せた7本の台持木に橋桁が渡されている。橋脚13組が橋体を支える14径間連続木桁橋の構造である。また、梁の両木口には小屋根と梁鼻隠が取付られ、風雨による劣化を防いでいる。

### 上部構造
欄干は男柱の上に取付られた16基の擬宝珠で装飾される。西詰北側の擬宝珠には、橋の安全を願う萬度麻（まんどぬさ）という御札が納められている。この擬宝珠は仏教的な名称を嫌う神宮内部では葱花型金物と呼ばれている。造替にあたり他の部材が全て新調されても、擬宝珠だけは磨き上げられるのみで、擦り切れるまで繰り返し使用される。
近年は宇治橋の橋板の厚さを15cmにしているが、年間400万人前後の参拝客が通行するため橋板の摩耗が激しく、20年間では約6cm摩耗する。靴ではなく草履での通行が大部分であった明治以前はこれほど摩耗しなかったという。

### 木除杭
川の増水などでの流木などが橋脚に衝突し損傷しないように、宇治橋と風日祈宮橋（風日祈宮参道の橋）の上流側に数本の杭が立てられており、木除杭（きよけぐい）と呼ばれる。

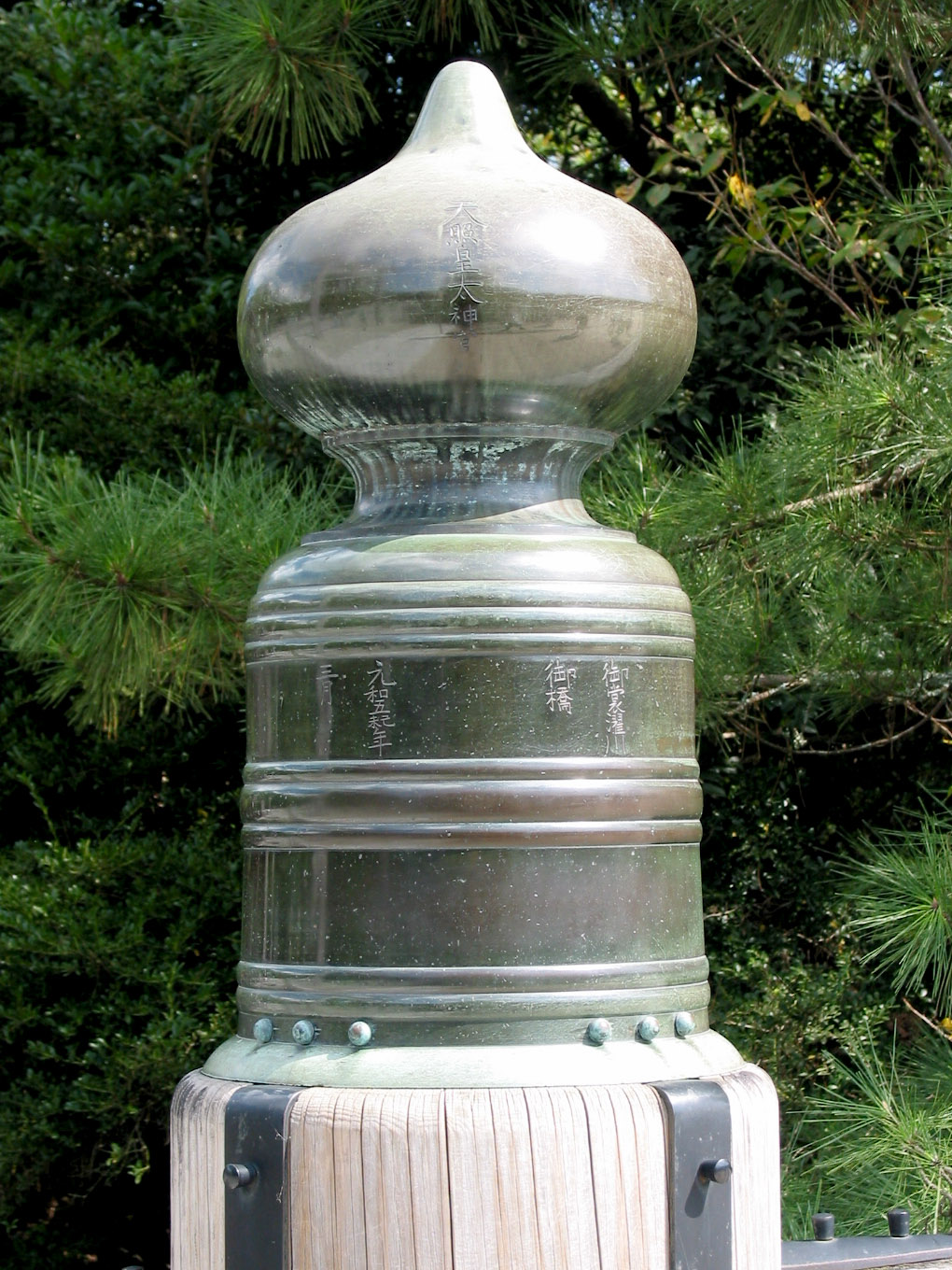
擬宝珠 「天照皇太神宮 御裳濯川御橋 元和五己未年（1619年）三月」の刻印がある
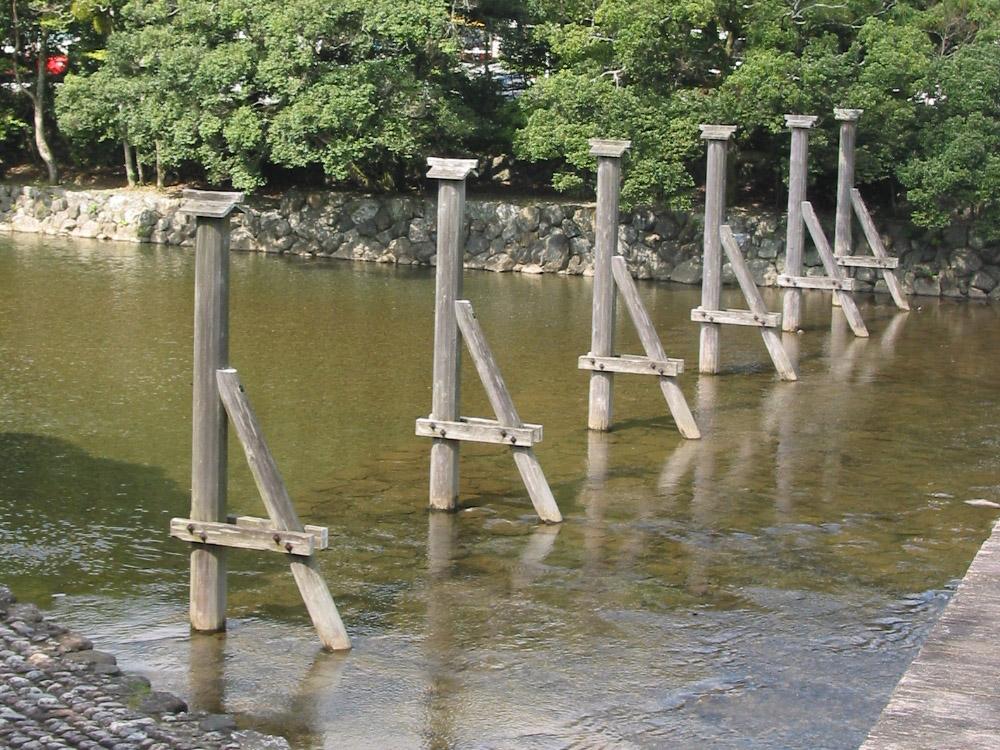
木除杭
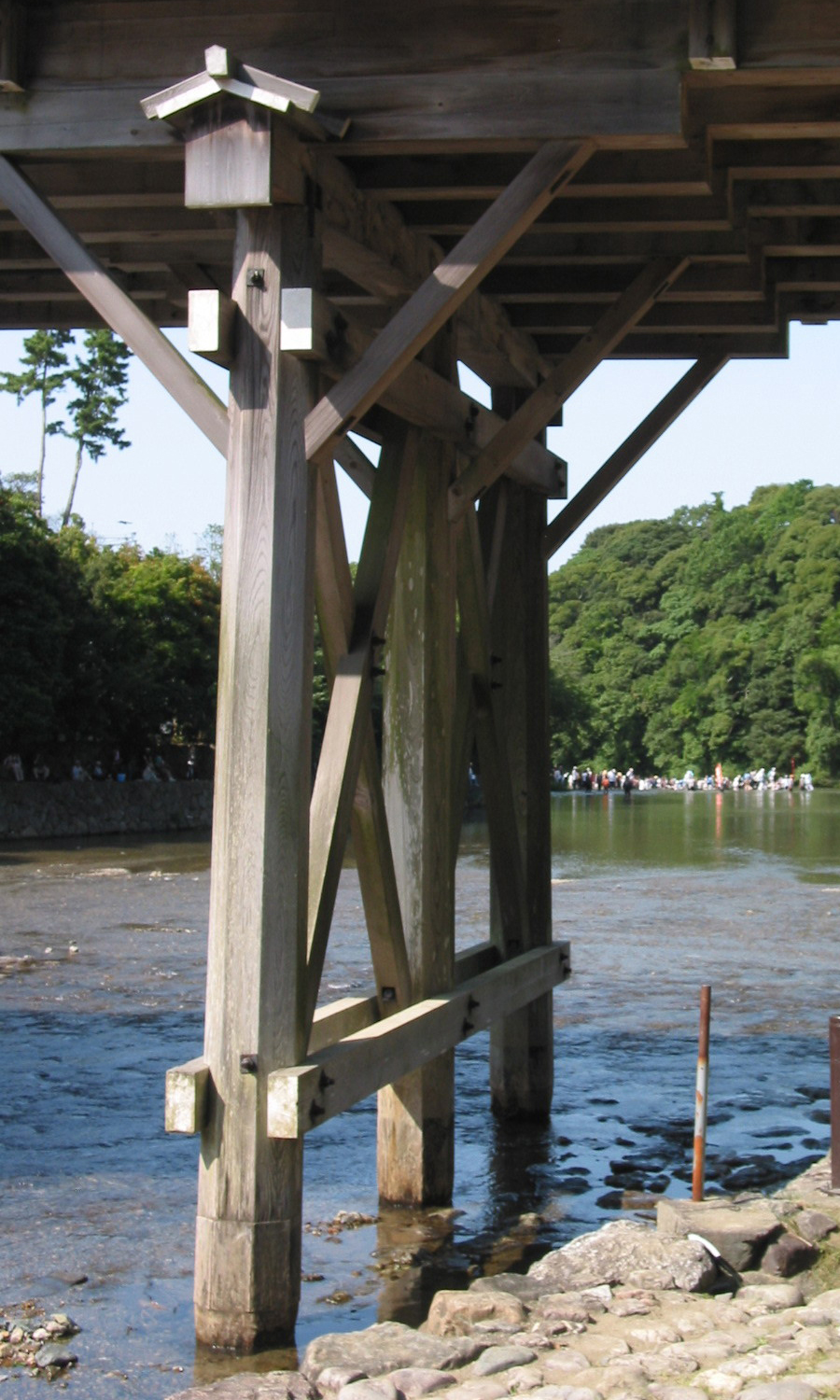
橋脚の構造

## 歴史
宇治橋は内宮創建当初には架けられておらず、五十鈴川の浅瀬に石を並べ渡っていたと考えられている。雨で増水すると渡れなくなり祭事に影響するため、架橋が望まれていた。斎王が神宮を運営していた時代には朝廷の公費で運営されていたが、五十鈴川への架橋の費用は認められなかった。
内宮前の五十鈴川の橋の最古の記録は1190年代（建久年間）に書かれた『皇太神宮年中行事』の津長神社（つながじんじゃ、現在は内宮摂社）での「橋」となる。続いて南北朝時代に斎王が廃止された頃の1342年（康永元年）に書かれた『伊勢太神宮参拝記』となるが、いずれにせよどのような橋であったかは記されておらず定かではない。これ以後は室町時代に度々流されたと記録されていることから、仮橋か水面すれすれ程度の低い橋であったと推測される。斎王廃止とともに朝廷からの運営資金が滞るようになり、式年遷宮が遅れがちになった。
室町幕府の政権が揺らぎ始め徐々に政情が不安定になると、伊勢国国司の北畠氏や志摩国の土豪などが神領（神宮の領地）を取り上げ始めた。荘園などからの収入が激減した神宮は弱体化し、1429年（正長2年）に外宮の神人（じにん、下級神職）と地下人（じげにん、村人）と合戦が生じた。これ以降、宇治山田合戦に代表される神領での争乱が多発した。北畠氏や土豪が争乱に介入して神領を次々に収奪、結果として神宮は困窮を極めた。外宮では1434年（永享6年）の第39回式年遷宮を最後に中絶となり、内宮では第40回式年遷宮が予定より11年遅れて1462年 （寛正3年）に行なわれたものの、これを最後に戦国時代には中絶され、外宮、内宮、両宮の全ての宮社が荒廃した。
神宮の荒廃を嘆いた僧尼たちが神宮の許可の得て日本中を回り、五十鈴川への架橋を主とする資金を集め始め、これらの僧尼は勧進聖（かんじんひじり、単に聖とも）と呼ばれた。聖の最古の記録は室町時代の1452年（享徳元年）の賢正と最祥の2人の僧であるが、10年以上の行脚ののちに2人とも行方不明の結果に終わった。
この2人の消息が不明になった頃に大橋勧進聖本願坊を名乗る聖が現れ、1464年（寛正5年）に大橋が完成。藤波氏経ら10人の禰宜が13,000回のお祓いを行ない、橋が末永く使えるように祈願した。「大橋」の名はこの時の記録が初出であるが、この頃には橋が何回も流されていたため、橋祈祷を行なうことが通例となっていた。この「大橋」は翌年の夏に洪水で流されてしまったため、仮橋架橋の費用として足利将軍家から100貫匁が大橋勧進聖本願坊を通じて寄進されたが、この仮橋も1年もたずに流されてしまった。
現世と来世の利益を庶民に説いて回った稲苅十穀乗賢という聖が、1477年（文明9年）に宇治橋を造営する資金の調達に成功した。沙門道順、観阿などの活動がこれに続き、守悦（しゅえつ）は8年の活動ののちに1505年（永正2年）に御裳濯橋架橋を成功させた。これら聖は宇治橋だけでなく、風日祈宮参道の風日祈宮橋も造替している。守悦法師から3代目の清順は1547年（天文16年）に御裳濯橋を造営し、戦国時代末期の1563年（永禄6年）、約150年間途絶えていた外宮の遷宮を再興させた。この功績で清順は後奈良天皇から慶光院の号を許され慶光院上人となり、守悦は初代慶光院上人と呼ばれるようになった。1594年（文禄3年）に豊臣秀吉が宮川下流左岸の磯（現在の伊勢市磯町）の100石を慶光院の寺領として与えた。磯の住人には神宮式年遷宮で内宮正殿の御扉木の用材を奉曳（用材を運搬すること）する特権が与えられた。磯の住民による奉曳は慶光院曳（けいこういんびき）と呼ばれ、慶光院が明治に廃寺となったのちも受け継がれ、第62回神宮式年遷宮での御扉木は2006年に慶光院の子孫と磯の住民などにより宇治橋の前を経由して奉曳された。天正年間に海賊大名で知られる九鬼嘉隆が宇治橋奉行を務めた。
江戸時代になり大坂夏の陣で豊臣氏が滅んでから4年後の1619年（元和5年）には、時の将軍徳川秀忠が宇治橋を造替した。徳川幕府の政権下で日本の政情が安定すると、御師が活発に活動するようになり、安定した資金調達により式年遷宮は途絶えることはなくなり、宇治橋の造替も滞りなく行なわれた。お蔭参りが流行した頃には宇治橋五十鈴川へ投げ銭をする参拝客が多く、橋の下で投げ銭を網で拾う人が現れ網受けと呼ばれた。網受けは明治初頭に神域に相応しくないと禁止された。懐かしむ声により一時的に復活したものの、再び禁止された。
1875年（明治8年）9月11日、伊勢・志摩で暴風雨。宇治橋が損壊した。
明治初期までは宇治橋の内にも民家があったが、神苑会による神苑整備の一環として退去させられた。この頃に五十鈴川は石垣で護岸され、宇治橋西側が参道口として整備された。饗土橋姫神社が山寄りに移動させられ、現在の宇治橋前の景観が整えられた。